# برنامه‌ریزی شهری

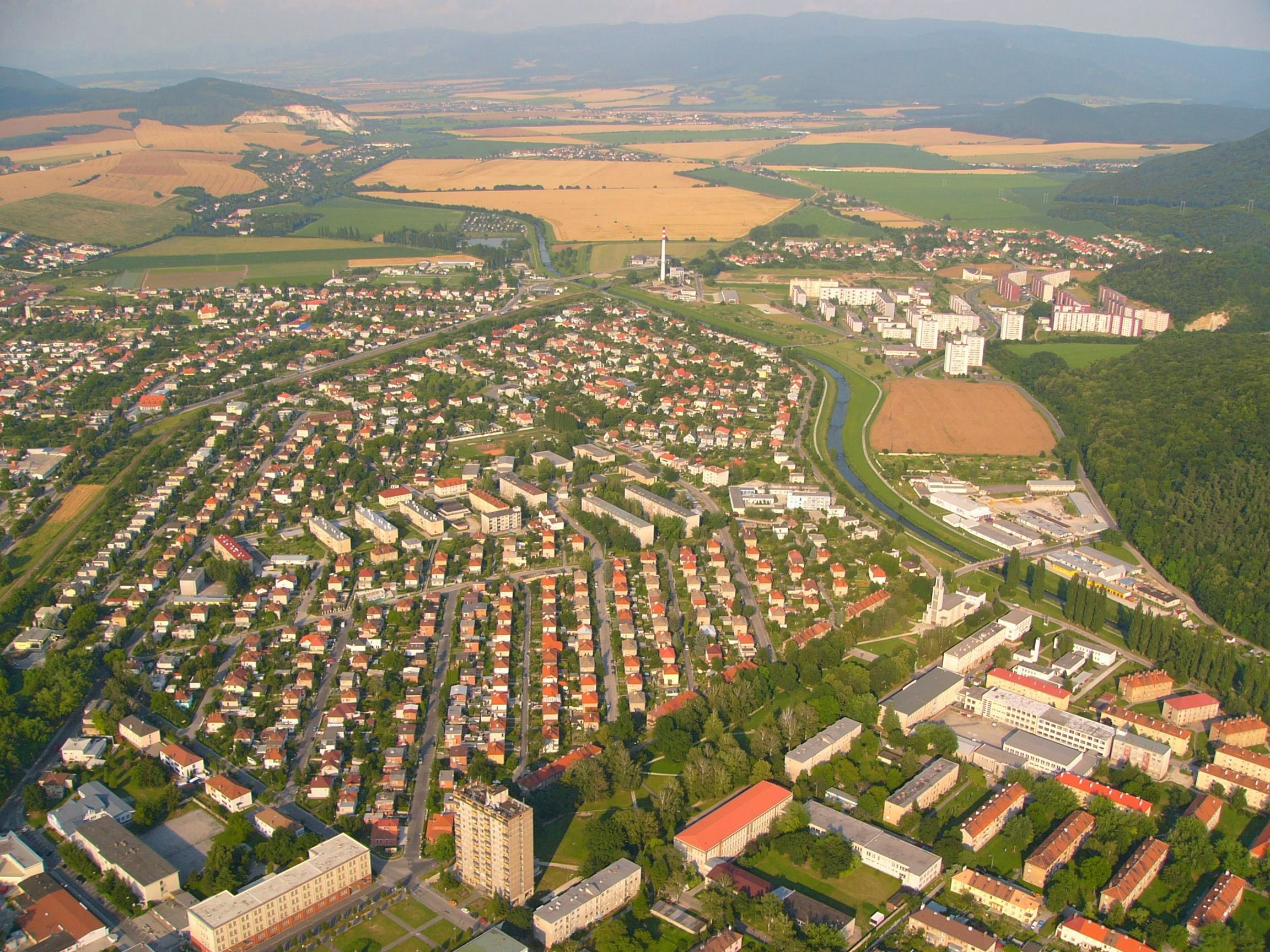
شهرک پارتیزانسکه در اسلواکی. نمونه ای از یک شهرک صنعتی برنامه‌ریزی شده در اروپا به همراه یک کارخانه ساخت کفش است که در سال ۱۹۳۸ ساخته شده و تقریباً تمام بزرگسالان در آن مشغول به کار شده‌اند.

نمونه‌ای از تلاش‌های برنامه‌ریزی شهری در کابل

برنامه‌ریزی شهری (به انگلیسی: urban planning) یک فرایند فنی و سیاسی است که به مسائلی مانند توسعه و طراحی کاربری زمین و محیط ساخته شده، شامل هوا، آب و زیرساخت‌هایی که از داخل مناطق شهری عبور می‌کند، مانند حمل و نقل، ارتباطات و شبکه‌های توزیع می‌پردازد. برنامه‌ریزی شهری با چیدمان فیزیکی مناطق ساخته شده توسط انسان سر و کار دارد. اصلی‌ترین هدف برنامه‌ریزی شهری رفاه عمومی است که شامل در نظر گرفتن بهره‌وری، آب و فاضلاب، محافظت و استفاده از محیط زیست و همچنین فعالیت‌های اجتماعی و سیاسی می‌شود.
این رشته به صورت نزدیکی با رشته طراحی شهری (به انگلیسی: urban design) ارتباط دارد و برخی برنامه‌ریزهای شهری برای خیابان‌ها، پارک‌ها، ساختمان‌ها و دیگر مناطق شهری، طرح ارائه می‌دهند.
با توجه به ابعاد گستردهٔ شهرها و سکونتگاه‌های انسانی، این حرفه ابعاد مختلفی دارد، از جمله مسائل زیبایی‌شناسی، اجتماعی، سلامت و موارد دیگر. این رشته از دانش‌های محیطی مثل جغرافیا، محیط زیست، هیدرولوژی و ژئومورفولوژی و سنجش از دور نیز بهره می‌برد و نتایج علمی ارائه می‌نماید. البته در حوزهٔ زیبایی شناختی و بصری نسبت به شهرسازی کاستی دارد.
برنامه‌ریزی شهری در دانشگاه‌های ایران در مقطع کارشناسی تنها تحت عنوان جغرافیای برنامه‌ریزی شهری و در مقطع کارشناسی ارشد در گرایش‌های آمایش شهری، برنامه‌ریزی مسکن، بهسازی و نوسازی و به تازگی محیط زیست شهری و در مقطع دکترا نیز در همین گرایش‌ها ارائه می‌شود. بیشتر برنامه‌های درسی رشته برنامه‌ریزی شهری عمدتاً شامل دوره‌های کاربردی در موضوعاتی از سیاست محیطی گرفته تا برنامه‌ریزی حمل‌ونقل و تا مسکن و توسعهٔ اقتصادی جامعه است.
در مجموع، تنوع زیاد انواع پروژه‌هایی که برنامه ریزان بر روی آن‌ها کار می‌کنند، عدم اجماع بر روی فرایندها و اهداف، و رویکردهای مختلف اتخاذ شده در شهرها و کشورهای مختلف تنوع زیادی در برنامه‌ریزی شهری معاصر ایجاد کرده‌اند. یکی از اصلی‌ترین موضوعات اساسی، تأثیر بازسازی اقتصادی، اجتماعی و سیاسی بر الگوهای تغییر فضایی شهری، نابرابری‌های اجتماعی و افتراق فضایی در شهرها است. در کل، نتیجه فرایند برنامه‌ریزی ممکن است یک برنامه جامع رسمی برای کل یک شهر یا ناحیهٔ کلانشهری، یک برنامه همسایگی، یک برنامه پروژه، یا مجموعه‌ای از جایگزین‌های سیاسی باشد.

## تاریخچه

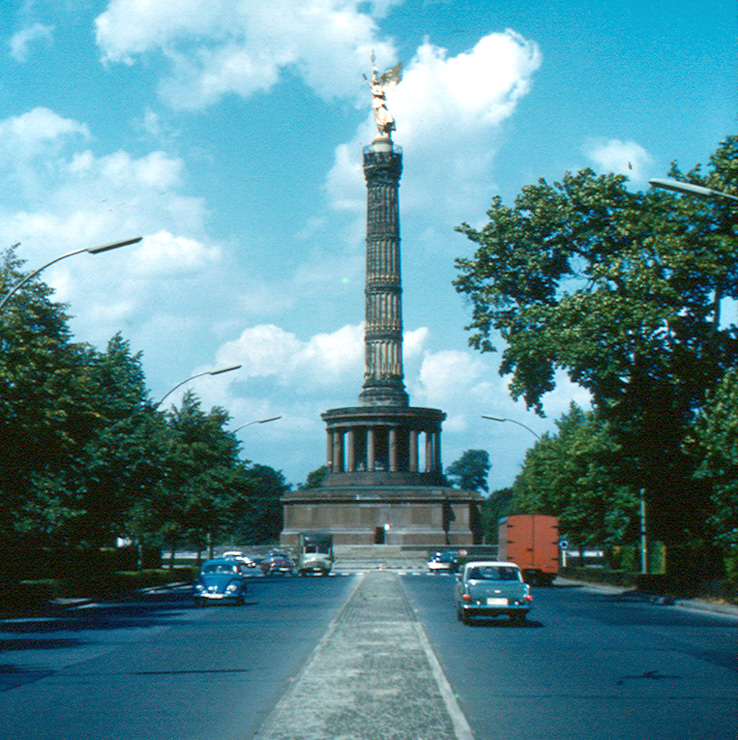
برلین - از نمونه‌های برنامه‌ریزی شهری آلمان که به دوره حکومت نازی‌ها برمی‌گردد.

برنامه‌ریزی شهری، به دنبال مشکلات نشأت‌گرفته از انقلاب صنعتی مطرح شد؛ هرچند پیشینهٔ برنامه‌ریزی برای شهر، به گذشته‌های بسیار دورتر و شکل‌گیری نخستین تمدن‌های بشری در بین‌النهرین، مصر و هند برمی‌گردد.
در ابتدا، حل مشکلات صنعتی‌شدن (همچون کمبود مسکن، بهداشت محیط و…) در مداخلات کالبدی دیده می‌شد. اما، از اواسط دههٔ ۱۹۶۰ میلادی و با بروز ناکارآمدی این‌گونه مداخلات، برنامه‌ریزی شهری، به سوی مسایل اقتصادی و اجتماعی روی آورد و مباحثی چون عدالت، دموکراسی و مشارکت مردم در فرایند برنامه‌ریزی شهری مطرح گشت.
در قرن بیستم به علت پیچیدگی مسائل شهری، یک سری نهضت‌های شهری شکل گرفتند که اولین آن‌ها در شیکاگو و در سال ۱۸۹۱ تشکیل شد. در همین راستا، تشکل‌های دیگری در انگلستان (۱۹۰۹) و نیویورک (۱۹۱۷) به وجود آمد.
در سال ۱۹۲۱، اولین مدرسه شهرسازی توسط پتریک گدس و در ادینبورگ اسکاتلند تأسیس شد.
پتریک گدس و پس از آن لوئیز مامفورد از بنیان‌گذاران برنامه‌ریزی شهری به شیوه علمی (عقلانی) هستند.
در حال حاضر بسیاری از بیانیه‌های سازمان ملل متحد و دستورالعمل انجمن‌ها و سازمان‌های غیردولتی دخیل در امور برنامه‌ریزی شهری با استفاده از تعریف واژهٔ «رشد هوشمند» به دنبال ارتقای محیط زندگی از طریق گسترش حرکت افراد پیاده هستند. کاهش آلودگی هوا، افزایش برج سازی، نزدیکی و در دسترس‌بودن خدمات شهری، عدم نیاز به توسعهٔ سطحی زیرساخت‌ها و خدمات شهری، عدم تخریب فضاهای سبز و کمربندهای سبز در اطراف شهرها، از مزایای حرکت به سوی رشد هوشمند و در نهایت دست‌یابی به شهر کامل است.

## کلیات
بیشتر طرح‌ها برای شهرها و محله‌ها توسط نهادهای دولتی محلی تهیه می‌شود. یک طرح جامع رسمی متداول‌ترین نوع برنامه شهری است. این طرح به آینده طولانی مدت جامعه می‌پردازد، تمام اجزای مختلف جامعه (مانند مسکن و حمل و نقل) را بررسی می‌کند و توسط دولت محلی جامعه به‌طور رسمی تصویب می‌شود.
علاوه بر برنامه‌های جامع دوربرد، بسیاری از جوامع دارای طرح‌های شهری ویژه ای هستند، مانند یک طرح احیای استراتژیک برای یک محله خاص که هدف آن نتایج کوتاه مدت است. تعداد فزاینده ای از مکان‌ها نیز در حال تهیه نقشه‌هایی برای کلانشهرها هستند که به هماهنگی توسعه آینده همه شهرها و حومه در آن کلانشهر کمک می‌کند.
یک طرح شهری نشان می‌دهد یک مکان در آینده چگونه می‌تواند باشد. طرح‌ها فقط در مورد شکل ظاهری یک مکان در آینده نیستند (شکل جاده‌ها، سبک ساختمان‌های آن یا تعداد درختان موجود در پارک‌های آن). از این طرح‌ها همچنین برای تعیین چگونگی عملکرد یک شهر در آینده استفاده می‌شود (افراد دارای چه نوع مشاغلی خواهند بود، چه میزان آلودگی ایجاد می‌شود یا چه نوع حمل و نقلی باعث انتقال افراد از یک قسمت به قسمت دیگر شهر می‌شود).
از ابتدا تا انتها، مراحل ایجاد یک طرح شهری مراحل مختلفی را طی می‌کند:
1. ارزیابی شرایط فعلی جامعه.
2. تعیین اهداف برای آینده.
3. تصمیم‌گیری در مورد اینکه چه راهکارها و اقداماتی برای برنامه‌ریزی انجام می‌شود.
4. تعیین نحوه اجرا، نظارت و به روزرسانی طرح.

اجزای دقیقی که بخشی از یک برنامه شهری هستند به خود مکان بستگی دارد، زیرا هر مکان با مکانی دیگر متفاوت است. در بعضی مناطق، مسائل اقتصادی ممکن است برای جامعه بسیار مهم باشد، در حالی که ممکن است مکان دیگری نیاز به برنامه‌ریزی برای حفاظت از یک منبع طبیعی بی نظیر داشته باشد.

### کاربری زمین
مولفه کاربری اراضی یک طرح شهری اغلب مهم‌ترین قسمت یک برنامه در نظر گرفته می‌شود زیرا هر چیزی که یک شهر را تشکیل می‌دهد باید در جایی واقع شود. برای توصیف روش‌های استفاده از زمین از طبقه‌بندی‌های مختلفی استفاده می‌شود، مانند کاربری مسکونی، تجاری و صنعتی. یک طرح شهری از انواع مختلف کاربری‌ها در منطقه با استفاده از نقشه‌هایی که نحوه استفاده از تمام زمین‌ها و سایر ویژگی‌های مهم شهر (مانند جاده‌ها یا رودخانه‌ها) را نشان می‌دهد، یک لیست و موجودی تهیه می‌کند.
مولفه استفاده از زمین در یک طرح شهری، الگوی آینده استفاده از زمین در جامعه را نیز نشان می‌دهد. نقشه‌های عمومی و اختصاصی نشان می‌دهد که چگونه کل زمین‌های جامعه در آینده برای اهداف مختلف استفاده می‌شود. یکی از مهم‌ترین اهداف برنامه‌ریزی برای استفاده از زمین، هماهنگی کاربری آینده با مولفه‌های برنامه‌ریزی مرتبط، مانند حمل و نقل و مسکن است، تا اطمینان حاصل شود که این مولفه‌ها به خوبی با هم کار می‌کنند و فضای کافی را برای توسعه آینده فراهم می‌کنند.

### مسکن

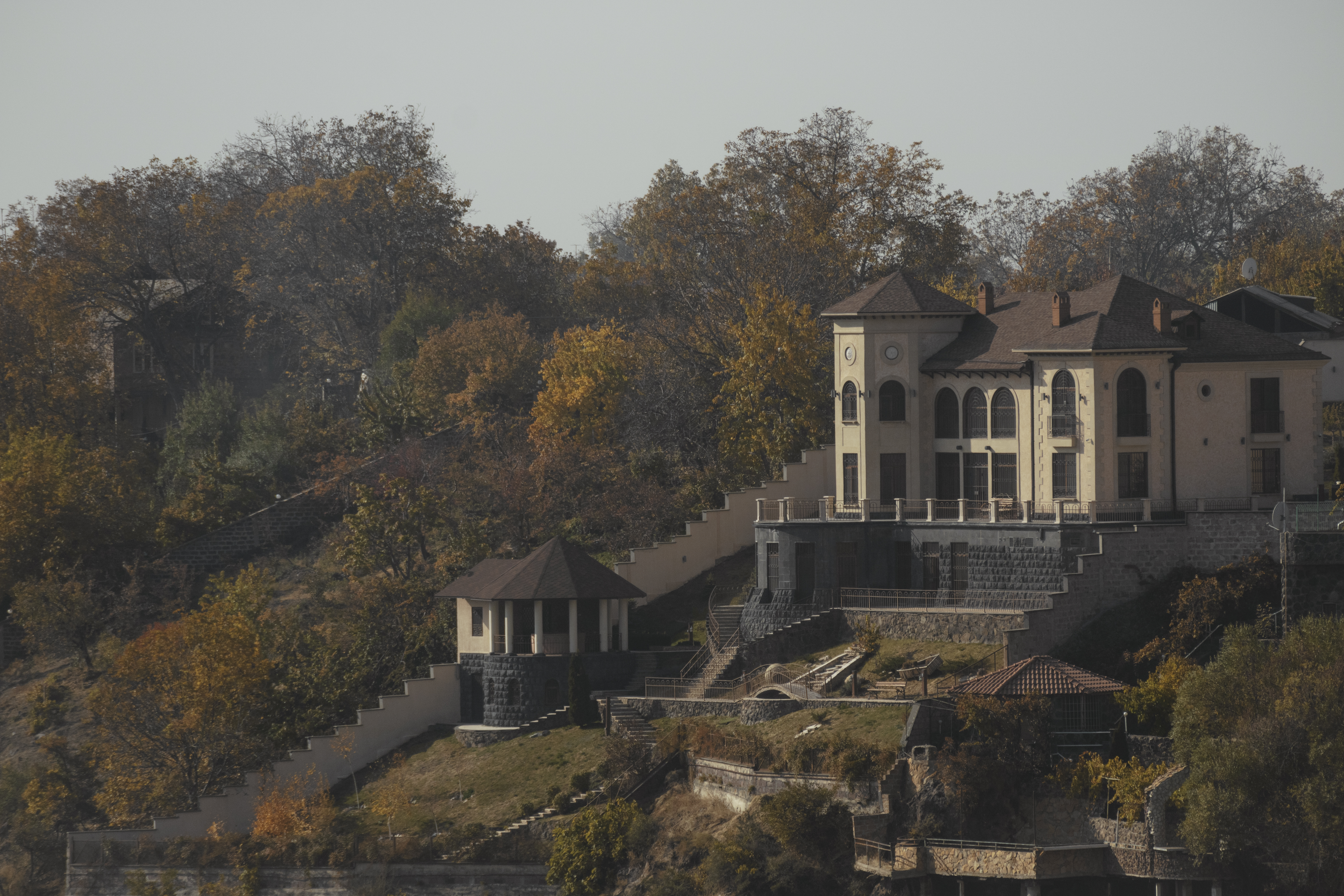
یک خانه مسکونی در ارمنستان

مولفه مسکن یک طرح، هم به کمیت و هم به کیفیت مسکن در جامعه توجه می‌کند. ارزیابی شرایط کنونی مسکن طیف گسترده‌ای از ویژگی‌های مسکن را شامل می‌شود، از جمله تنوع مسکن موجود در جامعه (مانند خانه‌های تک خانواده ای و آپارتمان‌ها)، سن و شرایط فیزیکی مسکن و مسائل مربوط به قیمت مسکن و مالکیت خانه.
اطلاعاتی از قبیل اینکه مسکن فعلی برای جمعیت امروزی چقدر مناسب است با اطلاعاتی از قبیل پیش‌بینی رشد جمعیت و ترندهای اقتصادی، برای بهبود مسکن در آینده ترکیب می‌شوند، از جمله اینکه به چه میزان مسکن و به چه نوع مسکنی در آینده نیاز است. طرح‌های مربوط به مسکن آینده با سایر مولفه‌های طرح مانند کاربری زمین و حمل و نقل هماهنگ می‌شود تا به طراح کمک کند بهترین مکان‌ها را برای توسعه مسکن در آینده مشخص کند و مناطقی را که دارای مسکن موجود هستند و ممکن است نیاز به بازسازی داشته باشند، شناسایی کند.

### حمل و نقل

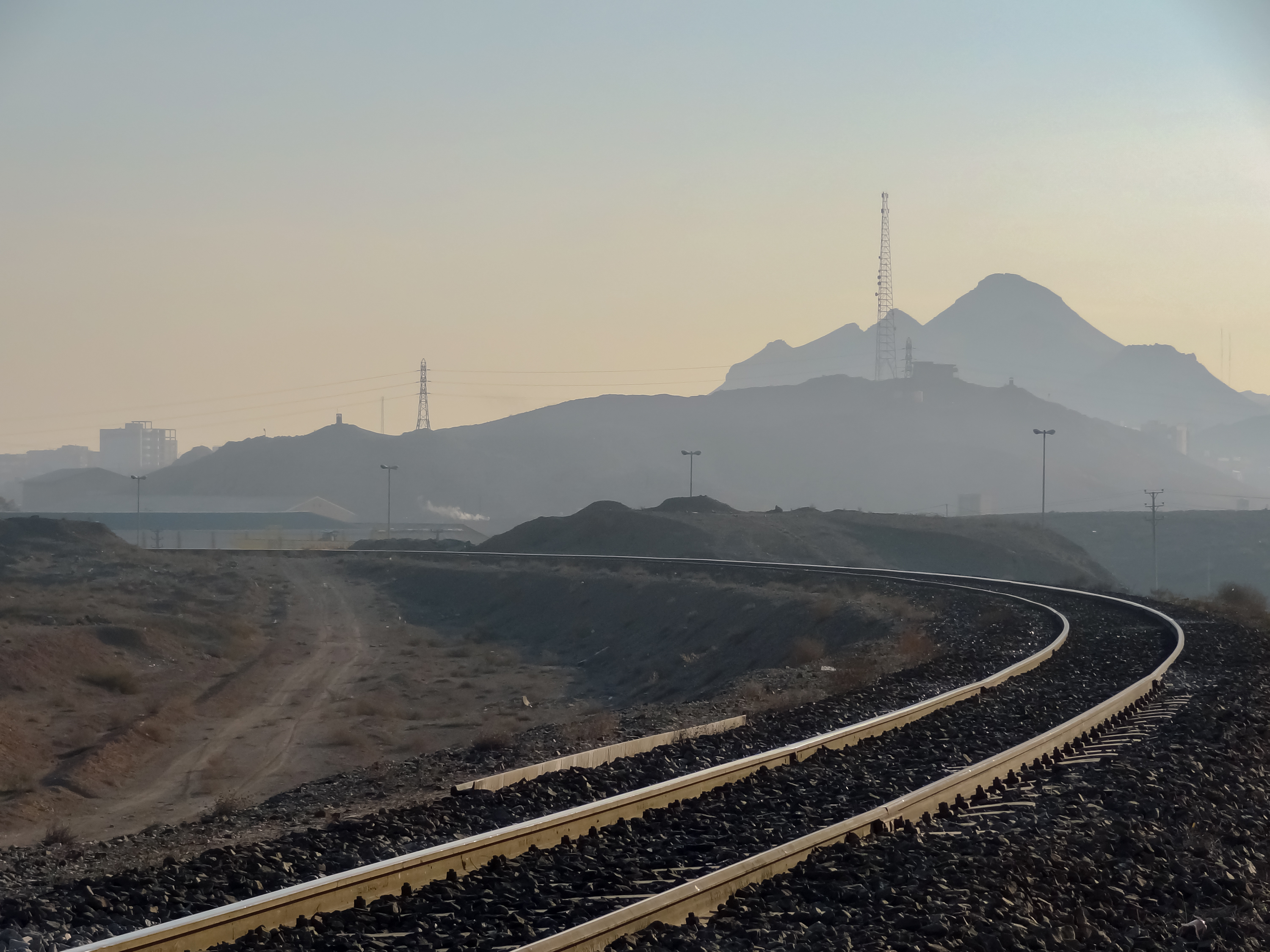
مسیر خط آهن منتهی به کلانشهر قم

مولفه حمل و نقل یک طرح به همه چیزهایی که یک شهر را به هم متصل می‌کند، از جاده‌ها و مترو گرفته تا رودخانه‌ها و پیاده‌روها، نگاه می‌کند. یک طرح ارزیابی شرایط حمل و نقل به چگونگی اتصال شهر (آیا افراد می‌توانند از اینجا به آنجا بروند؟) و کیفیت خدمات رسانی سیستم حمل و نقل به مردم (آیا می‌توانند به مکان مورد نیاز خود برسند؟) توجه می‌کند.
برنامه‌ریزی برای حمل و نقل در آینده شامل بررسی گزینه‌هایی برای بهبود مدیریت سیستم حمل و نقل موجود و همچنین ایجاد پیشرفت‌های آینده است. امروزه برنامه‌های حمل و نقل محلی هرچه بیشتر در تلاشند تا راه‌هایی برای کاهش تأثیر حمل و نقل بر محیط زیست، طرح‌ریزی برای گزینه‌های جایگزین برای خودرو (مانند حمل و نقل گسترده، دوچرخه سواری و پیاده‌روی) و هماهنگی وسایل حمل و نقل با تغییر کاربری زمین ارائه دهند.

## اهداف برنامه‌ریزی شهری
آموزش برنامه‌ریزی شهری یکی از شاخه‌های اصلی در حوزهٔ شهرسازی و مطالعات شهری است که با هدف تربیت متخصصانی طراحی شده‌است که قادر به تحلیل ساختارهای فضایی-اجتماعی، طراحی سیاست‌های توسعه، و مداخله در فرآیندهای تولید فضا بر پایهٔ شواهد و داده‌های دانش پایه تجربه‌پذیر باشند. این رشته تنها بر آموزش دانش فنی تمرکز ندارد، بلکه آموزش علوم انسانی و علوم اجتماعی را نیز در بر می‌گیرد تا توسعه اقتصادی و منطقه‌ای در چارچوب توسعهٔ انسانی هدایت شود.
برنامه‌ریزی شهری به‌مثابه رشته‌ای تخصصی از مهندسی شهرسازی میان‌رشته‌ای، به بررسی مجموعه‌ای از عوامل نهادی، اجتماعی، کالبُدی و فناورانه می‌پردازد که در فرایند آمایش سرزمین نقش کلیدی دارند. این عوامل عبارت‌اند از:
سیاست در سطح ملی و محلی
ساختارهای اقتصاد شهری، منطقه‌ای و جهانی
الگوهای فرهنگی و معانی اجتماعی فضا
دینامیک جمعیت، مهاجرت و سازمان فضایی
روابط کاربری و توسعه در محیط‌های روستایی
ساختار و عملکرد محیط‌های شهری
سیستم‌های زیرساختی فنی و اجتماعی
ساختارهای اجتماعی و شبکه‌های کنش متقابل
شیوه‌های برنامه‌ریزی فضایی در سطوح مختلف
نقش فناوری‌های نوین در تحلیل، مدل‌سازی و تصمیم‌سازی

در نظام‌های آموزش پیشرفته، تأکید ویژه‌ای بر روش‌شناسی‌های مبتنی بر شواهد (evidence-based planning)، تحلیل داده‌های مکانی، مدل‌سازی سناریوهای توسعه، و به‌کارگیری سامانه‌های پشتیبان تصمیم‌گیری (PSS) وجود دارد. همچنین آموزش مفاهیمی چون عدالت فضایی، تاب‌آوری شهری و توسعه پایدار در کنار توانمندسازی حرفه‌ای برای مداخلهٔ مؤثر در سیاست‌گذاری فضایی از اهداف بنیادین این رشته به‌شمار می‌رود.

## جنبه‌های فنی
«جنبه‌های فنی برنامه‌ریزی شهری» به کاربرد فرآیندهای علمی، فنی و داده‌محور در برنامه‌ریزی کاربری زمین، طراحی شهری، مدیریت منابع طبیعی، حمل‌ونقل و زیرساخت اشاره دارد. این بخش تفاوت آشکار میان نظریه‌پردازی و تصمیم‌سازی مبتنی بر شواهد (evidence‑based planning) و شیوه‌های سنتی صرفاً بصری یا احساسی را برجسته می‌کند.
برخی از تکنیک‌ها و ابزارهای مؤثر در برنامه‌ریزی فنی عبارت‌اند از: پیش‌بینی رشد جمعیت، منطقه‌بندی کاربری زمین، نقشه‌برداری جغرافیایی و تحلیل داده‌های مکانی با استفاده از GIS، تحلیل فضای پارک خودرو، بررسی منابع تأمین آب، شناسایی الگوهای حمل‌ونقل، تشخیص تقاضای مواد غذایی، تخصیص خدمات اجتماعی و بهداشتی و تحلیل اثرات استفاده از زمین. این تکنیک‌ها با استفاده از مدل‌سازی کمی و سناریو محور قابل اجرا هستند.
فراتر از ابزارهای سنتی، در دهه‌های اخیر فناوری‌های نوین مانند سیستم‌های اطلاعات مکانی پیشرفته، هوش مصنوعی، اینترنت اشیاء و شهرهای هوشمند، زمینه را برای تصمیم‌گیری مبتنی بر داده باز کرده‌اند. چنین رویکردهایی به تسهیم اطلاعات در لحظه، مدل‌سازی دیجیتال شهر (urban digital twins)، و ارزیابی پایداری زیرساخت‌ها کمک کرده‌اند.
تحقیقات اخیر نشان داده‌اند که استفاده از مدل‌های عملکردی (performance‑based planning) در حوزه انرژی، آب، کاربری زمین و برنامه‌ریزی اکولوژیکی موثر بوده و ارزیابی کیفی مدل‌ها می‌تواند قابلیت کاربرد آنها را به‌دقت سنجش کند.
بررسی نظام‌مند ادبیات تحقیقاتی با ابزارهایی مانند «ارزیابی خطر سوگیری (RoB)» و «ارزیابی قطعیت شواهد (ECE)» در حوزه‌های مرتبط نشان می‌دهد که چنین رویکردهایی می‌توانند کیفیت تصمیم‌گیری‌های سیاست‌گذاری فضایی را قابل اعتمادتر کنند.

## مسائل زیبایی‌شناختی

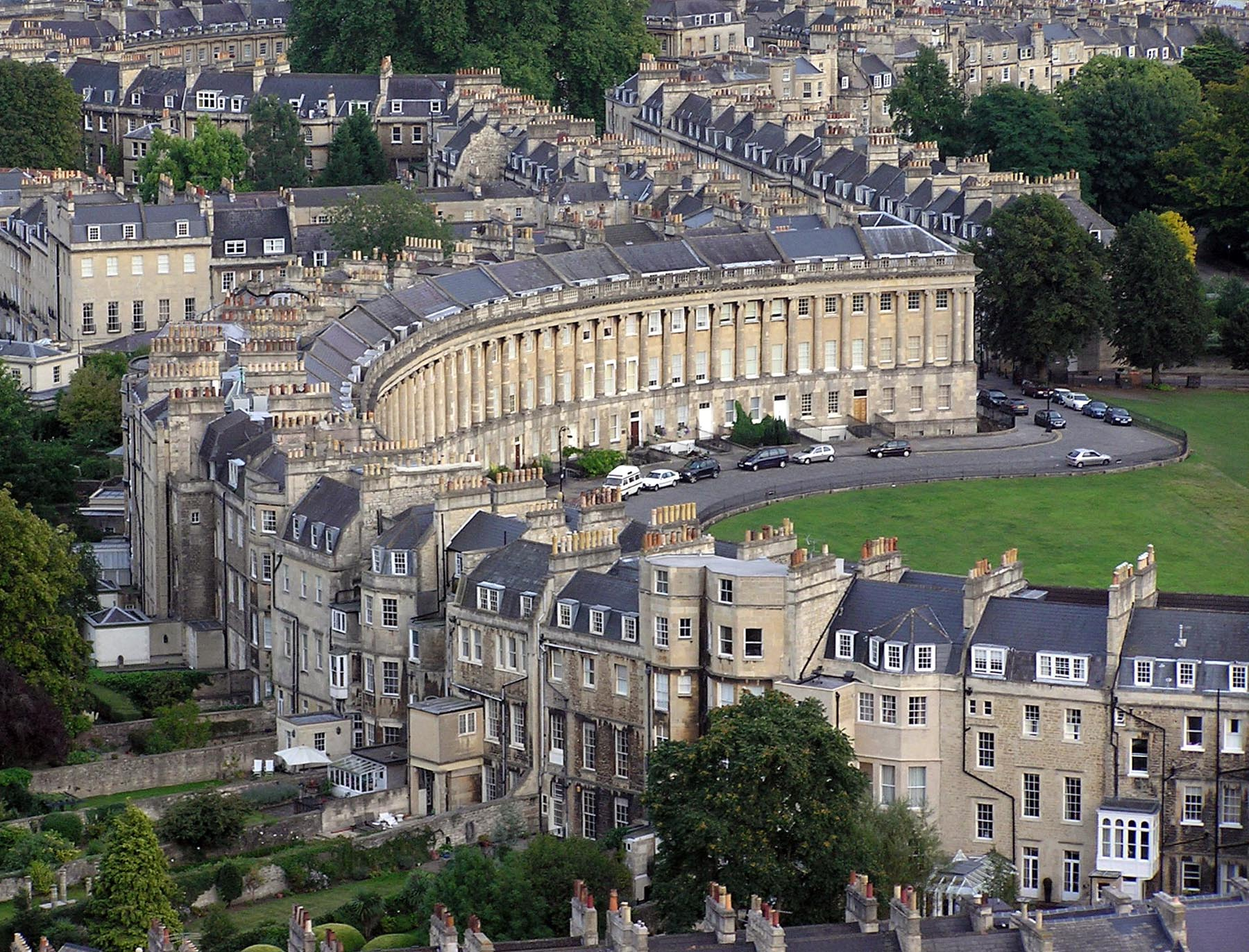
شهرها و محله‌ها با در نظر داشتن زیبایی ساخته شده‌اند.

در کشورهای توسعه‌یافته، مقابله با آشفتگی بصری—مانند تابلوها و بیلبوردهای متعدد—می‌تواند بخشی از نگرانی‌های زیبایی‌شناختی باشد. همچنین بحث‌هایی درباره رشد پیرامونی، تراکم مسکن و ساخت مناطق جدید وجود دارد. هر طرح برنامه‌ریزی موفق تخصصی به شخصیت شهری، هویت محلی، میراث تاریخی، عابران پیاده، ترافیک، زیرساخت‌ها و مخاطرات طبیعی توجه دارد.
== امنیت و ایمنی == سابقه تاریخی نشان می‌دهد که در بسیاری از مناطق، سکونتگاه‌ها در ارتفاعات و مجاورت منابع آب برای امنیت بیشتر ساخته شده‌اند. برنامه‌ریزان شهری باید خطرهایی مانند سیل، رانش زمین و مخاطرات طبیعی را شناسایی و در طراحی شهری آنها را لحاظ کنند؛ مثلاً برای مناطق با خطر بالا می‌توان از کمربند سبز یا مناطق پارکینگ استفاده کرد یا خطوط تخلیه اضطراری طراحی نمود.
می‌توان تهدیدهایی مانند سیل، طوفان، کولاک و آتش‌سوزی را با مسیرها و جاده‌های تخلیه اضطراری شهر کاهش داد. بسیای از شهرها نیز طرح‌های ایمن‌سازی خاصی برای شهر آماده کرده‌اند، از قبیل ساخت خاکریز یا سیل گیر، دیوارهای نگهدارنده برای جلوگیری از رانش زمین و ریختن سنگ به جاده و پناه گاه و چادرهای اضطراری.

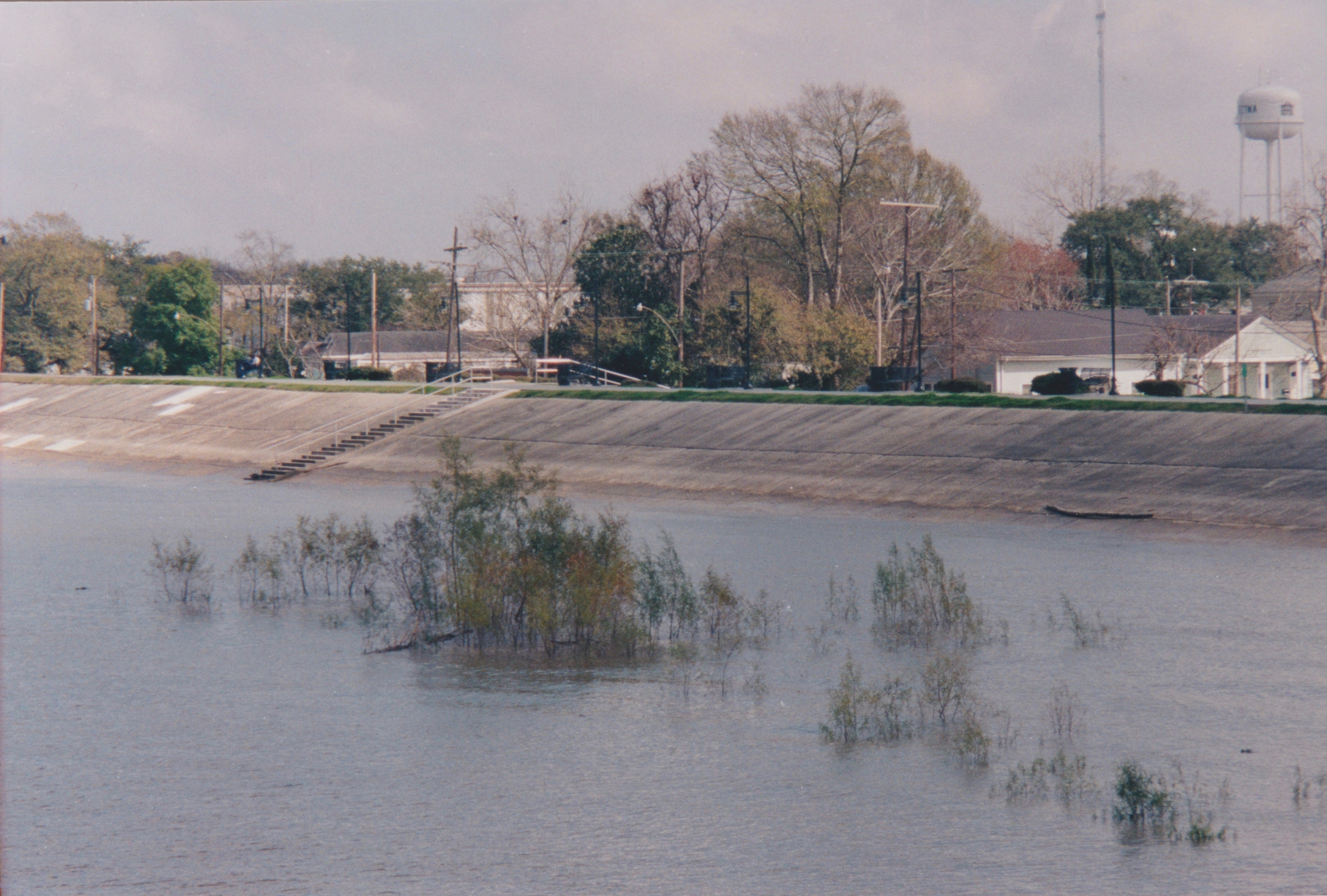
یک خاکریز جلوگیری از سیل در ساکرامنتو، کالیفرنیا
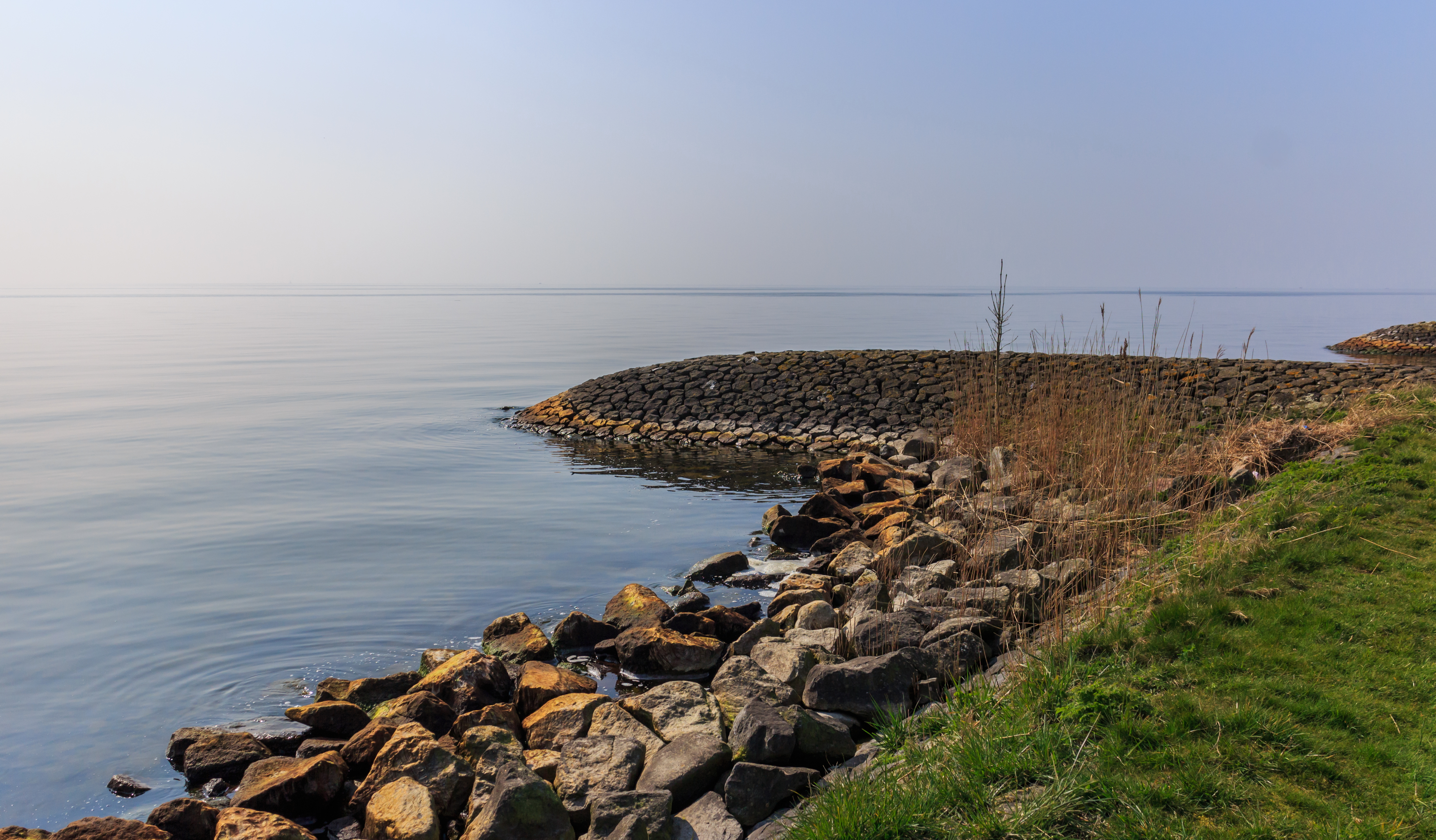
یک پشته تقویت شده برای افزایش ایمنی شهر در مقابل ضربه امواج و طوفان
یک دیوار سنگی نگهدارنده
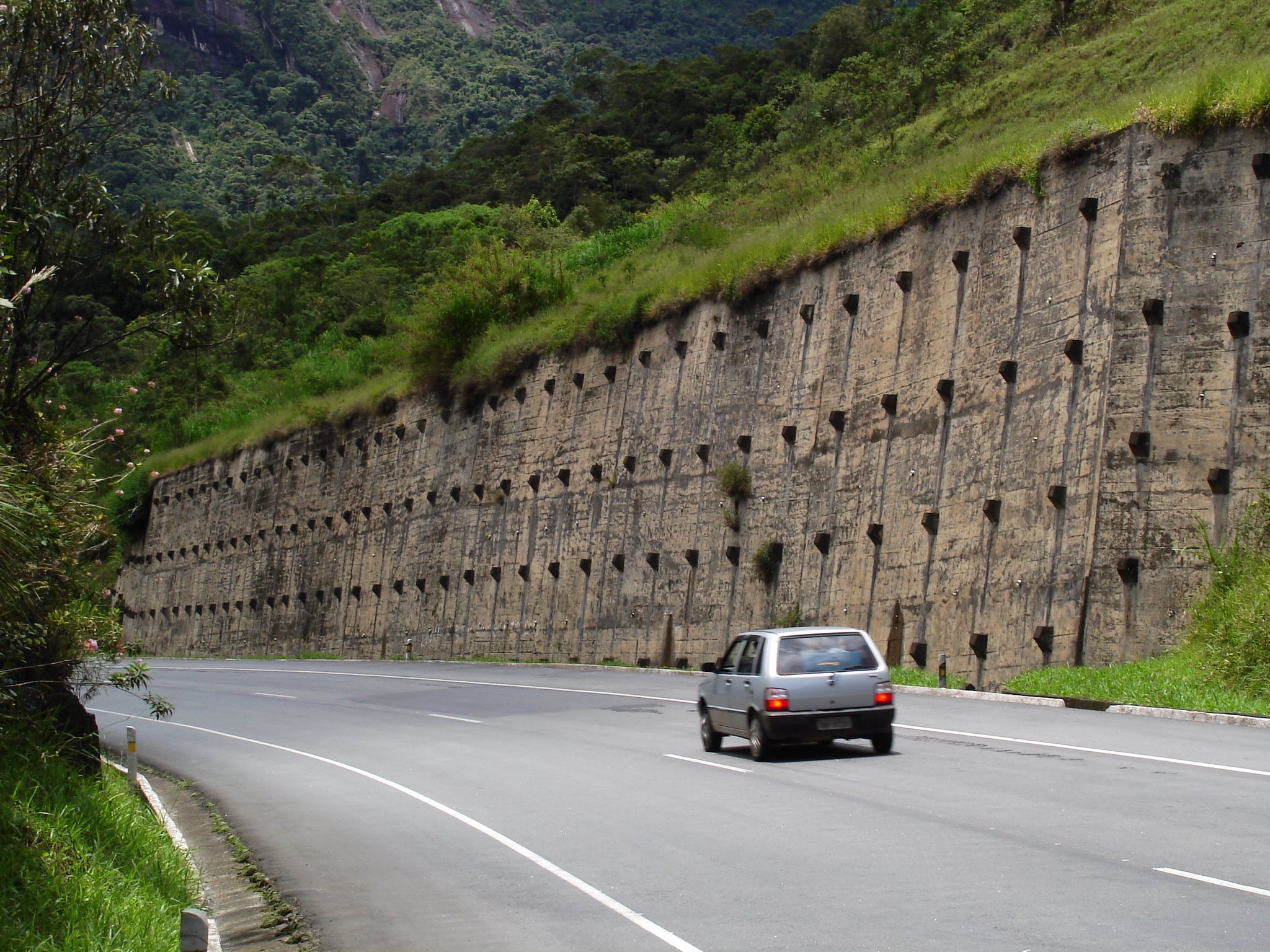
یک دیوار مسلح با انکر(قلاب نگهدارنده) در شهر ریو دو ژانیرو، برزیل
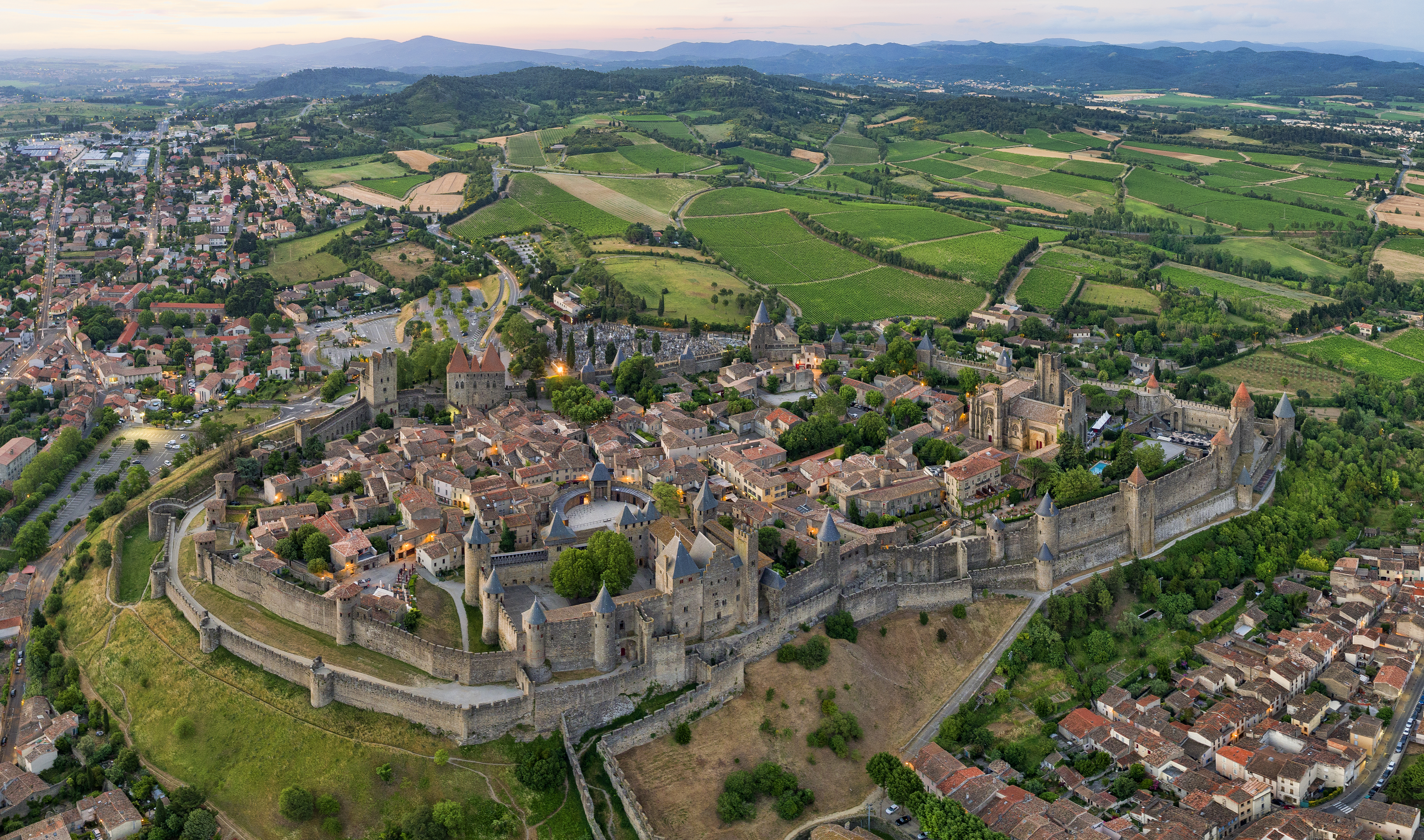
شهر باستانی کارکاسون در فرانسه با دیوارهایی بلند و بر روی تپه برای جلوگیری از حمله دشمنان و افزایش ایمنی ساخته شده است.
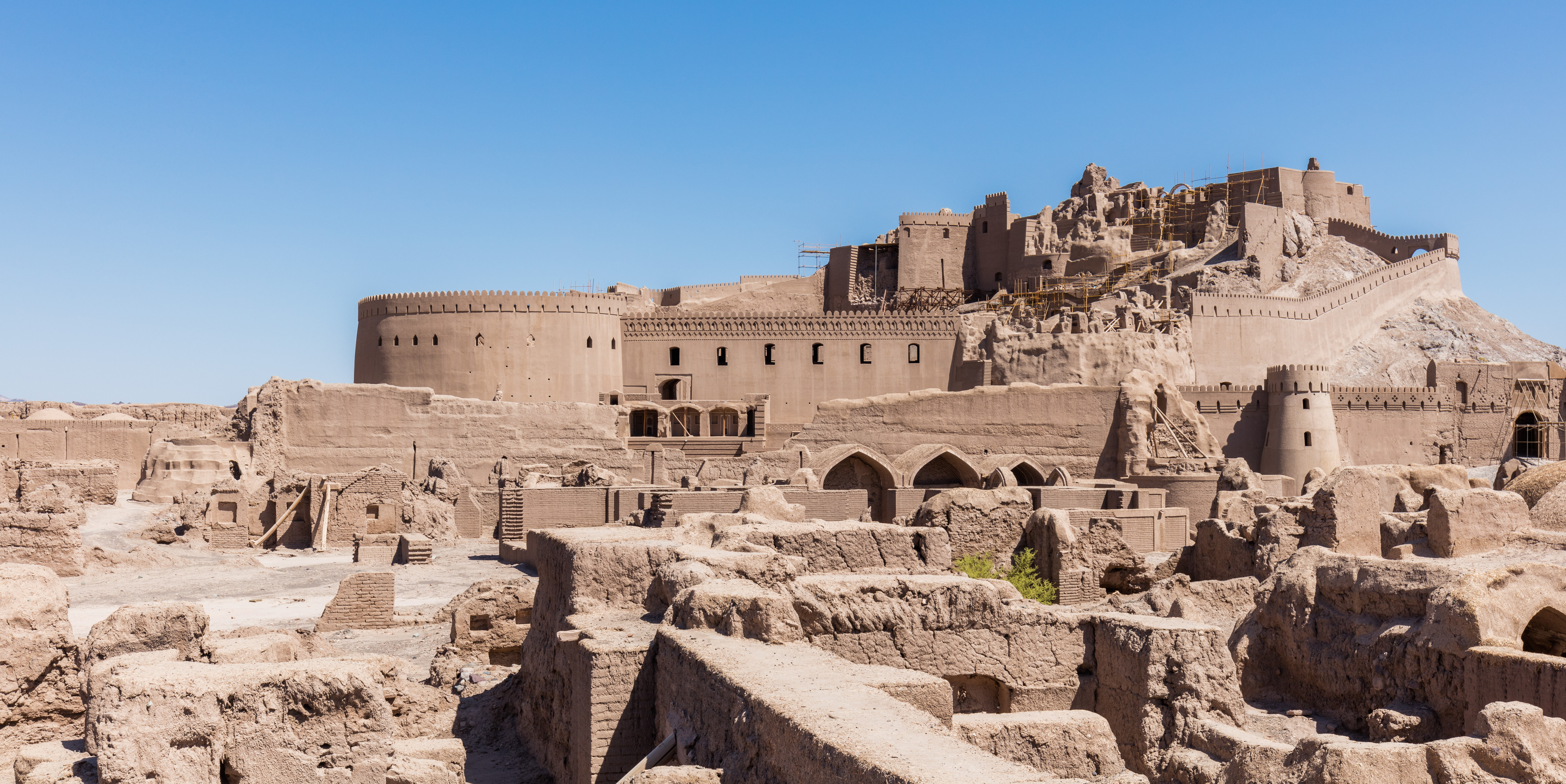
ارگ بم در کرمان متعلق به سده پنجم قبل از میلاد بزرگترین سازه خشتی جهان می‌باشد که به صورت یک دژ با دیواره‌های بلند و در ارتفاع برای به حداکثر رساندن ایمنی ساکنان آن ساخته شده بود.

## فرسودگی شهری
فرسودگی شهری زمانی رخ می‌دهد که مناطق شهری دچار خرابی ساختاری، مهاجرت جمعیت، بیکاری بالا، منازل متروک و کاهش کیفیت زندگی می‌شوند. از دهه ۱۹۹۰، برخی مناطق مرکزی در آمریکای شمالی به‌واسطه سیاست‌هایی مانند احیای شهری و افزایش سرمایهٔ ملکی، شاهد پدیدهٔ «اعیان‌سازی (gentrification)» بوده‌اند؛ این پدیده اغلب باعث افزایش قیمت مسکن و انتقال اقشار کم‌درآمد به حاشیه‌ها می‌شود. چنین روندی تبعات مهمی بر حمل‌ونقل، مسکن ارزان و خدمات اجتماعی دارد.
با شروع دهه ۱۹۹۰، بسیاری از مناطق مرکزی شهری در آمریکای شمالی روند معکوسی از زوال و فرسودگی شهری را تجربه کردند که با افزایش ارزش املاک و مستغلات، توسعه هوشمندانه تر، تخریب مسکن‌های متروک و طیف گسترده‌تری از گزینه‌های انتخاب مسکن شناخته می‌شود. با این حال معکوس سازی روند فرسودگی شهر (که اعیان سازی (Gentrification) نامیده می‌شود) معمولاً باعث می‌شود که قیمت مسکن در مناطق مرکزی شهرها افزایش یابد و این امر باعث انتقال جمعیت فقیرتر به حاشیه شهرها می‌شود. این «حاشیه نشینی فقر» معمولاً پیامدهای مهمی در برنامه‌ریزی حمل و نقل، خانه‌های مقرون به صرفه و خدمات اجتماعی دارد. 

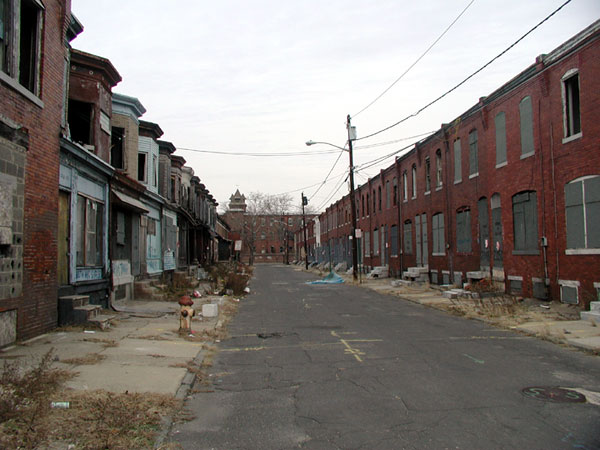
اکثر قسمت‌های شهر کمدن در نیوجرسی دچار زوال و فرسودگی شهری شده است.
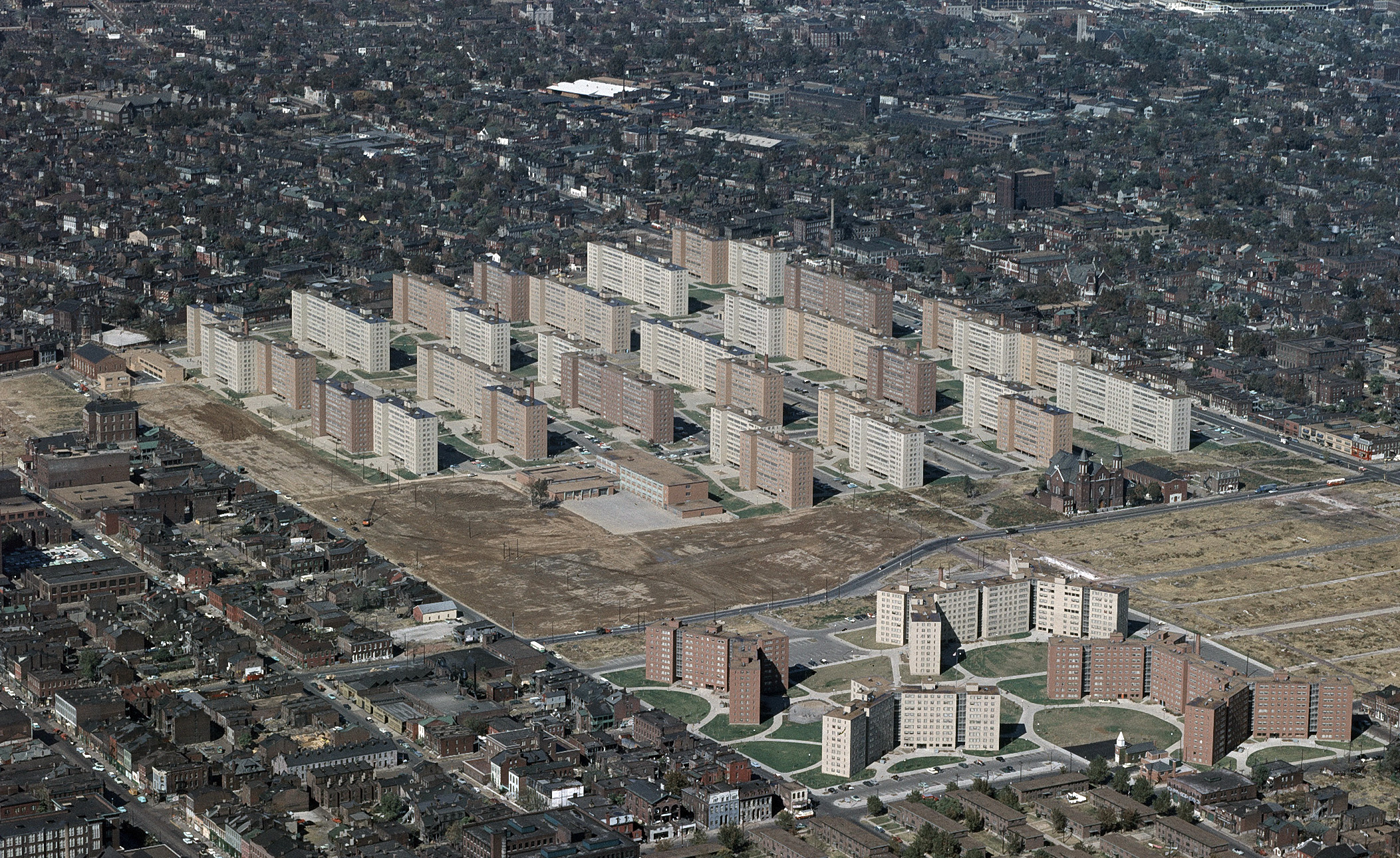
مسکن عمومی Pruitt-Igoe در ایالت میسوری آمریکا. در دهه ۱۹۵۰ این پروژه احیای شهری شروع ولی با شکست مواجه شد و در دهه ۱۹۷۰ ویران گردید.
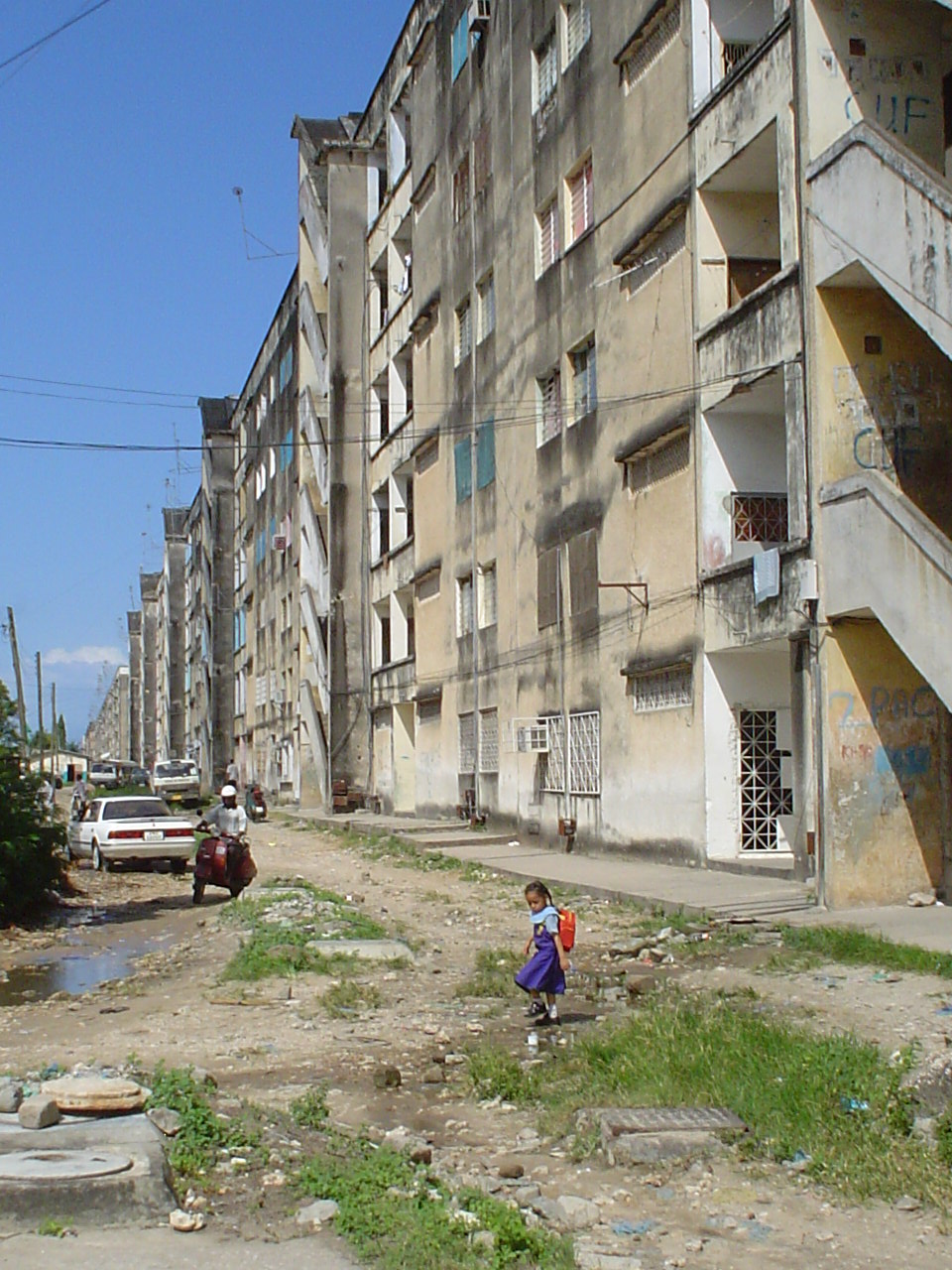
پروژه مسکن میچانزه در تانزانیا.

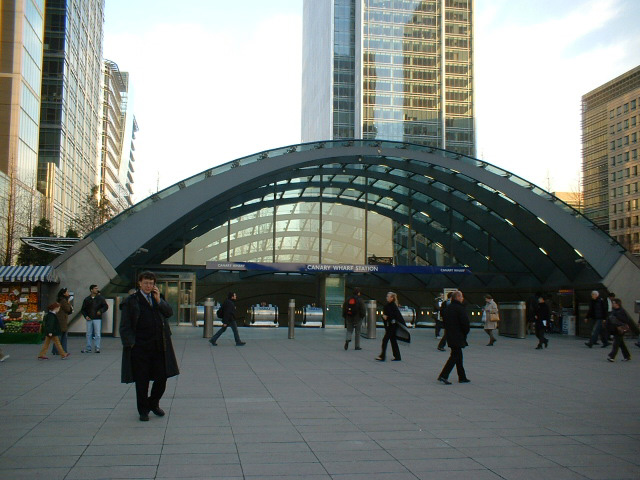
مناطقی که تراکم خیلی زیادی دارند نیاز به سیستم حمل و نقل راندمان بالا و ظرفیت بالا دارند. طراحان شهری باید این موارد را برای دراز مدت تحلیل کنند.

## حمل‌ونقل
در مناطق شهری پرتراکم، حجم ترافیک افزایش می‌یابد که تأثیر منفی بر کسب‌وکارها و کیفیت هوا دارد مگر اینکه با طراحی حمل‌ونقل عمومی کارآمد و مدیریت فضای پارکینگ مواجه شود. در بسیاری از موارد، طراحی هوشمندانه کاهش نیاز به پارکینگ گسترده را امکان‌پذیر می‌سازد.

## حومه‌شهری‌سازی

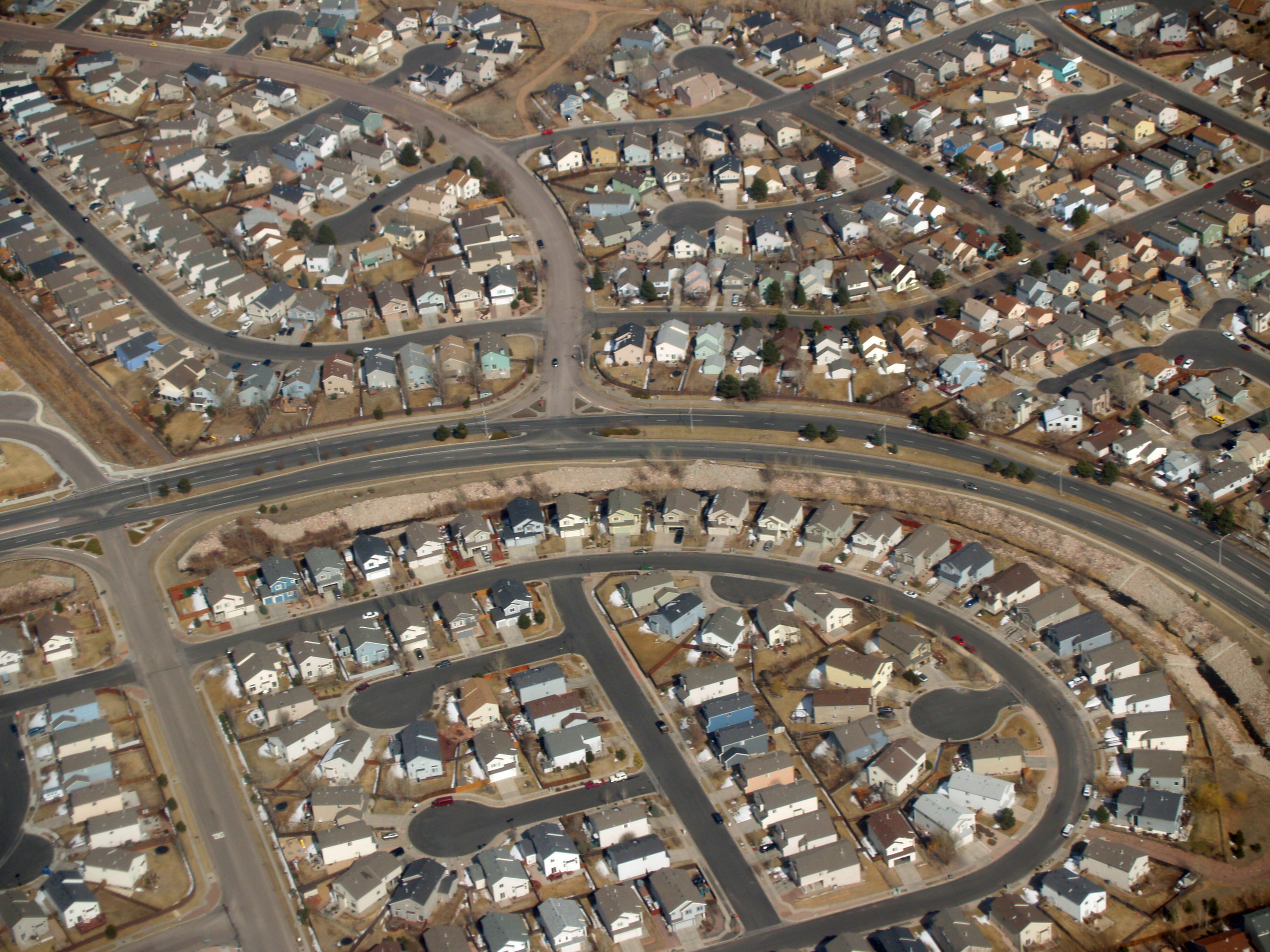
ساخت حومه شهر تراکم-پایین نزدیک کلرادو اسپرینکز آمریکا

حومه شهری سازی (Suburbanization) انتقال جمعیت از مرکز شهر به حومه شهر می‌باشد، که به دلیل گسترش بی‌رویه شهرنشینی انجام می‌شود. Suburbanization عکس urbanization می‌باشد که در آن جمعیت از حومه شهرها به مرکز شهر منتقل می‌شود.
حومه‌شهری‌سازی به انتقال جمعیت از مرکز شهر به حومه‌ها اشاره دارد که اغلب نتیجه توسعه شهری بی‌رویه و اتکا به خودرو است. این پدیده بر خلاف تمرکزگرایی شهری (urbanization) عمل می‌کند.

## مسائل زیست‌محیطی
حفاظت از محیط زیست در برنامه‌ریزی شهری باید با هدف ایجاد جوامع پایدار و حفظ زمین‌های طبیعی انجام شود؛ از جمله با طراحی زیرساخت‌هایی که عملکرد زیست‌محیطی، تأمین آب و اقلیم خرد را در نظر بگیرند.
حفاظت از محیط زیست برای بسیاری از سیستم‌های برنامه‌ریزی شهری در دنیا از اهمیت بسیار ویژه ای برخوردار است. یکی از اهداف اصلی برنامه‌ریزی زیست‌محیطی ساخت جوامع پایدار با هدف حفظ و حراست از زمین‌های توسعه نیافته است.
نه تنها باید اثرات مخرب مختص به توسعه کاهش یابد، بلکه باید تلاش شود تا اثرات کلی توسعه بر محیط زیست محلی و کره زمین نیز به حداقل رسانده شود. این کار معمولاً از طریق ارزیابی زیرساخت‌های پایدار شهری و خرد اقلیم انجام می‌شود.

## منطقه‌بندی
منطقه‌بندی با هدف تفکیک کاربری‌هایی است که ممکن است ناسازگار باشند. این ابزار همچنین برای حفظ انسجام محلات، بهینه سازی عملکردهای شهری و جلوگیری از تداخل نامناسب میان ساخت‌وسازها کاربرد دارد.

### حومه شهری سازی (Suburbanization)
بسیاری از ساکنان کلانشهرها در مرکز شهر کار می‌کنند در حالیکه ترجیح می‌دهند در نقاط دورتری سکونت داشته باشند و توسط خودرو شخصی یا عمومی به محل کار خود رفت‌وآمد کنند.

## روشنایی و صدا
پدیده «دره شهری» زمانی شکل می‌گیرد که خیابان‌ها میان ساختمان‌های مرتفع قرار گرفته و از نور طبیعی محروم می‌شوند. در طراحی شهری، توجه به اثرات صوتی و زیبایی‌شناسی محیط صوتی از اهمیت ویژه‌ای برخوردار است. مدیریت نور مصنوعی نیز باید به گونه‌ای باشد که از آزار دید جلوگیری و کیفیت زیستی حفظ شود.
اثر دره شهری یک اصطلاح محاوره ای و غیر علمی است که به فضای خیابانی قرار گرفته در میان ساختمان‌های بسیار مرتفع گفته می‌شود که فضایی شبیه به یک دره ایجاد می‌کند. این نوع شهرسازی ممکن است باعث سایه شدن خیابان و جلوگیری از تابش نور در اکثر ساعات روز گردد.
در برنامه‌ریزی شهری، صدا معمولاً به عنوان یک آلودگی محسوب می‌شود. یکی دیگر از جنبه‌های صدا در برنامه‌ریزی شهری در مطالعات و تحقیقات محیط صوتی توسعه داده شده است که در آن بر این جنبه بیشتر تمرکز می‌شود که زیبایی‌شناسی مربوط به صدا نیاز به توجه به مفاهیمی بیش از دسیبل و کاهش سر و صدا دارد.
آلودگی نوری در مناطق مسکونی شهری نیز به یکی از مشکلات تبدیل شده است. نورهای شدید امنیتی و نصب شده به صورت نامناسب برخی از ساختمان‌ها باعث آزار دید مردم می‌گردد. نصب صحیح این نورها می‌تواند به میزان زیادی این معضل را حل کند.

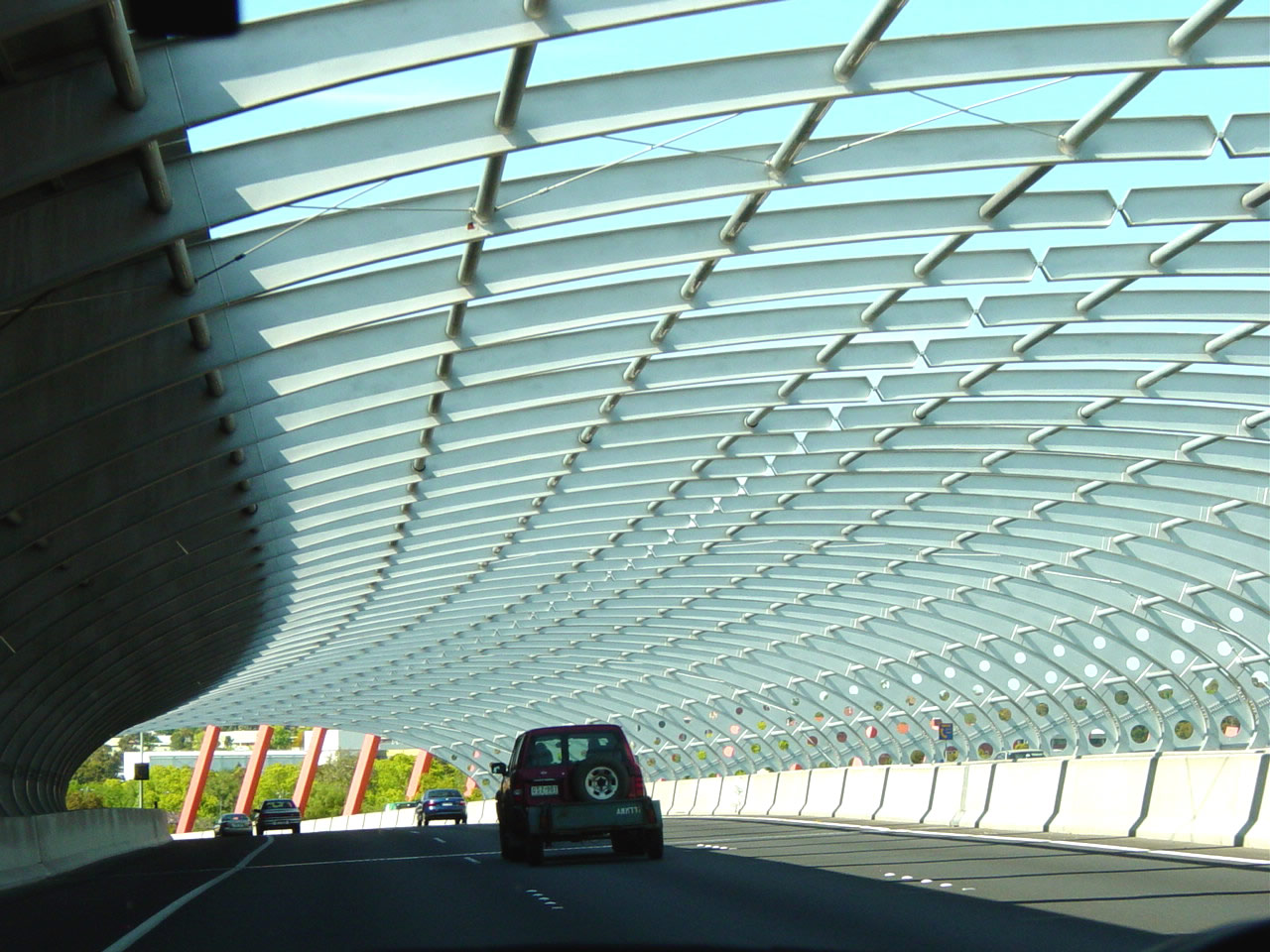
لوله صدا در ملبورن استرالیا که با هدف کاهش صدای جاده بدون کاهش زیبایی آن طراحی شده است.
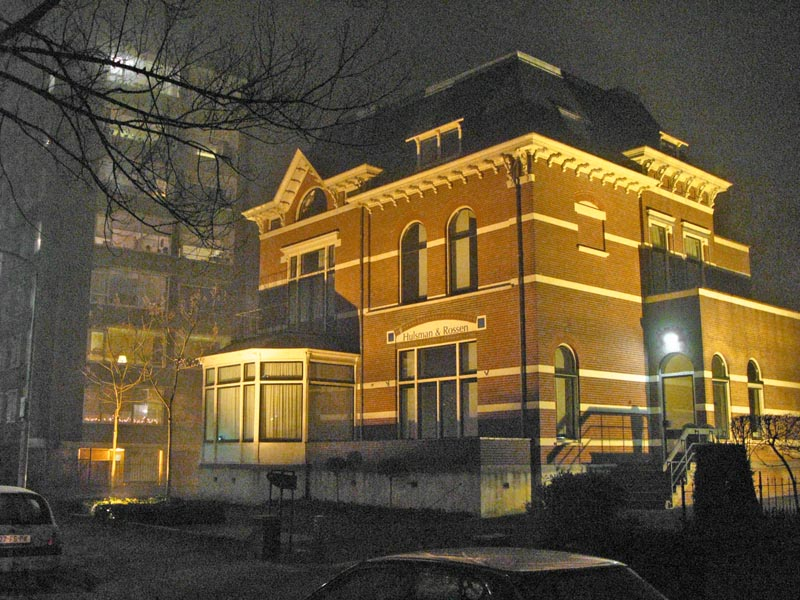
یک ساختمان اداری که با لامپ‌های بخار سدیم نورپردازی شده است و نور بسیار زیادی به داخل خانه‌های همسایه افتاده و باعث آزار آنها می‌گردد.
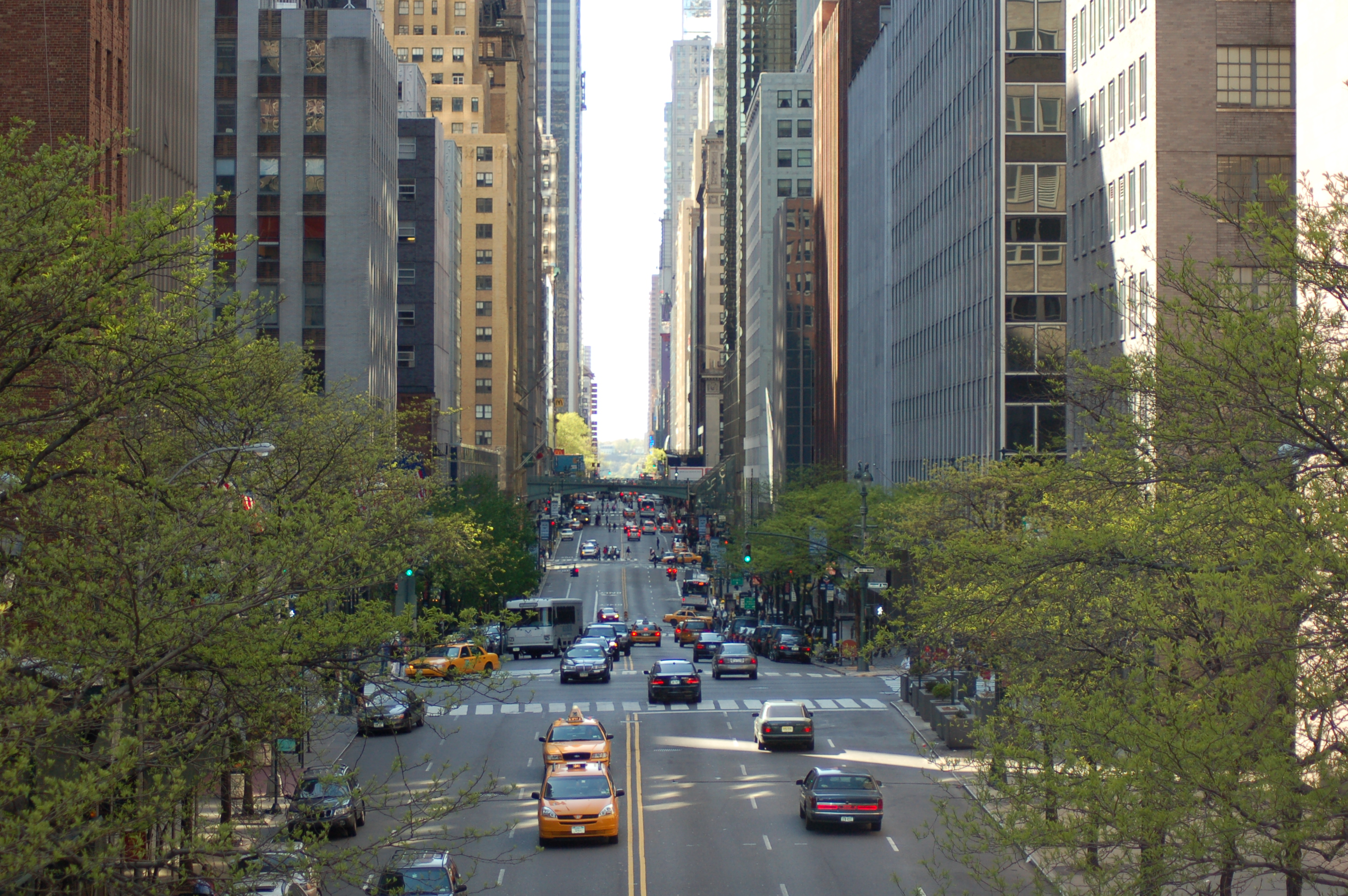
خیابان منهتن که ساختمان‌هایی با ارتفاعی خیلی بیشتر از عرض جاده در دو طرف آن ساخته شده‌اند و اثر دره شهری در آن مشهود است.
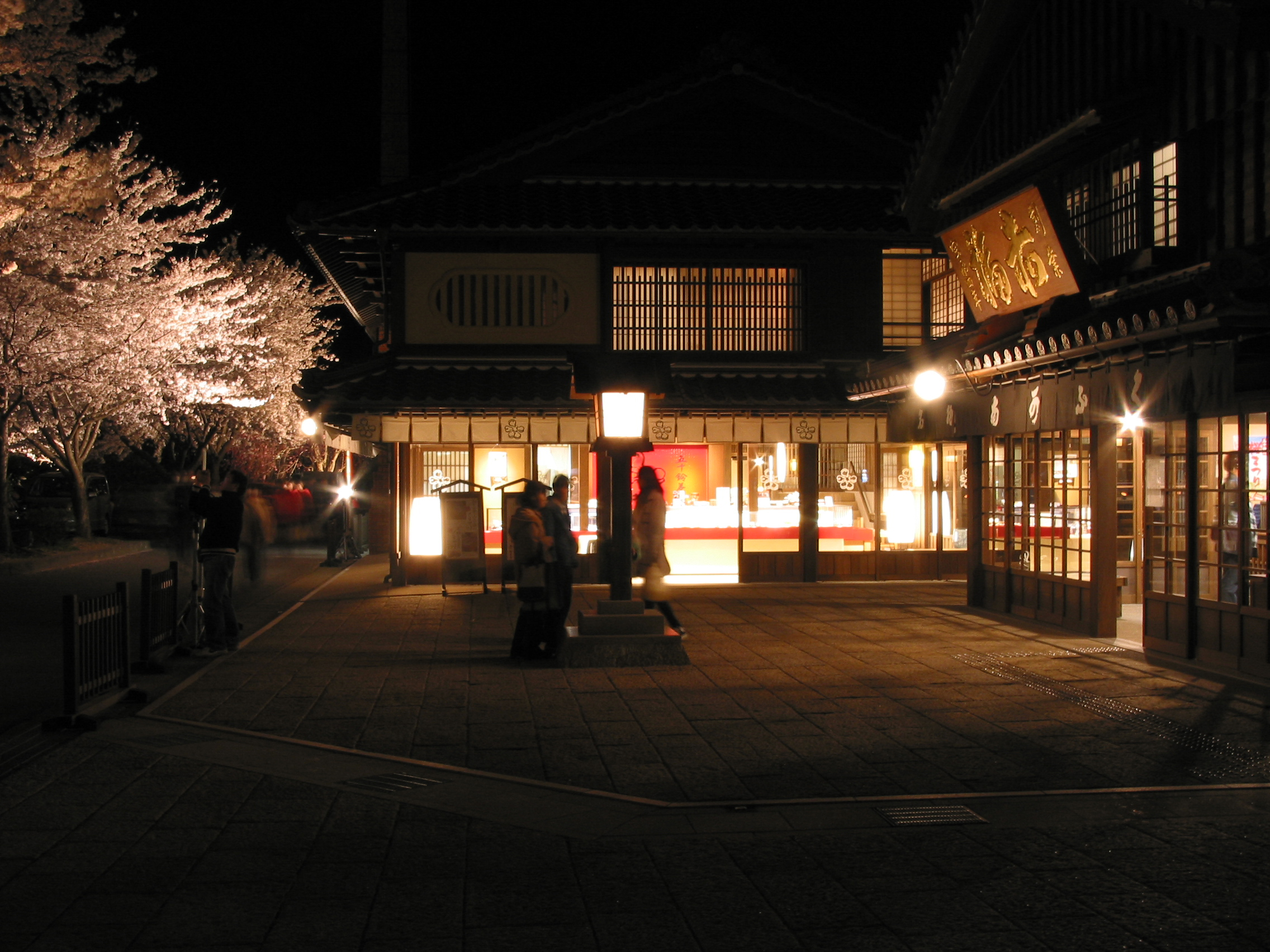
نورپردازی شکوفه‌های درختان گیلاس در ژاپن که باعث افزایش زیبایی شهر و جلب توریست‌های بسیاری می‌گردد.

== تأسیسات آب و فاضلاب == طراحی زیرساخت آب و فاضلاب شامل تأمین، تصفیه و توزیع مؤثر آب و خدمات فاضلاب در بافت شهری است. با رشد سریع جمعیت شهرنشین، توجه به حفاظت از منابع آب و کارایی تصفیه فاضلاب حیاتی شده است.
خدمات آب و فاضلاب در طراحی شهرها از کلیدی‌ترین مسائل است. این خدمات شامل تأمین آب، تصفیه فاضلاب، و تأسیسات فاضلاب است. یکی از جنبه‌های برنامه‌ریزی شهری این است که در نظر داشته باشیم چگونه این خدمات را به صورت کارآمد و مقرون به صرفه به ساکنین شهری ارائه کنیم.

جمع‌آوری و تصفیه فاضلاب در برنامه‌ریزی شهری همواره مورد توجه بوده است، اما از آنجایی که جمعیت شهرها با سرعت زیادی در حال افزایش است، حفاظت از آب به یک نگرانی تبدیل شده است. بسیاری از برنامه ریزان در حال حاضر در حال بررسی نحوه انجام مناسب تصفیه فاضلاب در محیط‌های شهری به صورت مؤثر و کارآمد هستند.

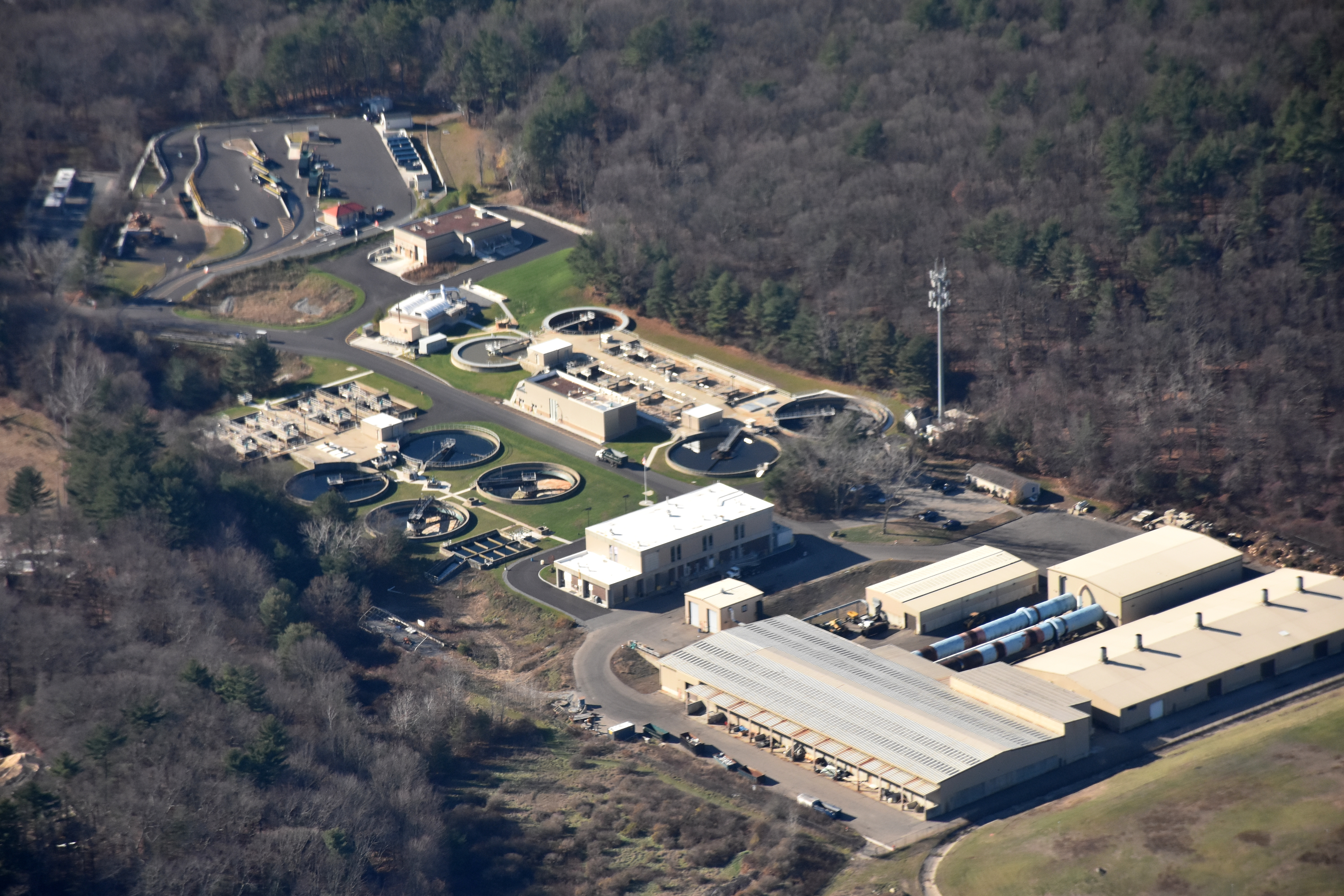
کارخانه تصفیه فاضلاب در ماساچوست، آمریکا
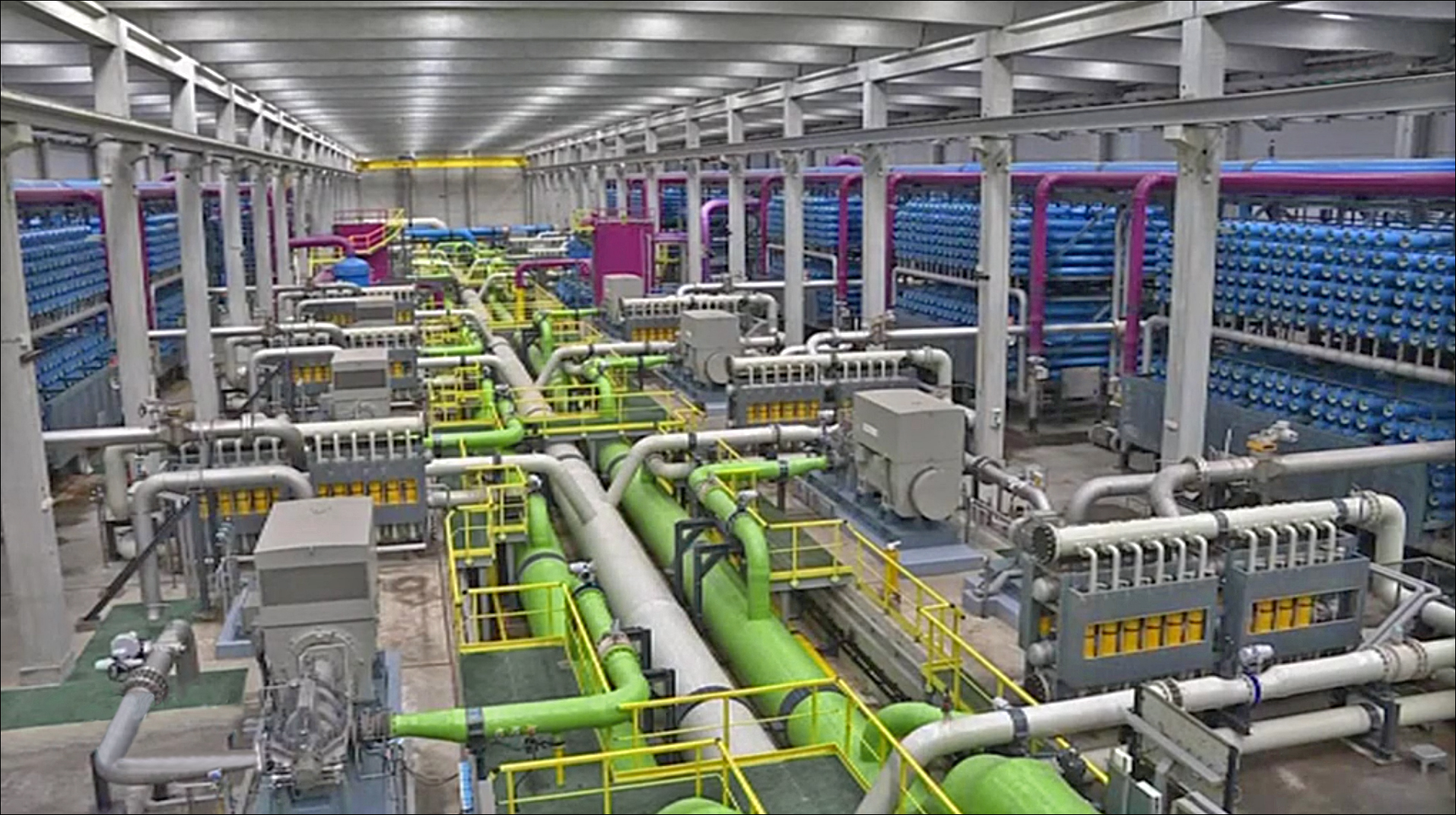
کارخانه آب شیرین کنی در اسپانیا برای تامین آب آشامیدنی.